# Dalilah Muhammad
Dalilah Muhammad (née le 7 février 1990 à New York) est une athlète américaine, spécialiste du 400 mètres haies, championne olympique en 2016 à Rio et championne du monde en 2019 à Doha. À 29 ans, elle bat à deux reprises le record du monde de la discipline en le portant finalement à 52 s 16 lors des championnats du monde à Doha le 4 octobre 2019. Ce record est battu en 2021 par Sydney McLaughlin (51 s 90 puis 51 s 46). 
Aux Jeux Olympiques de Tokyo en 2021, elle décroche la médaille d'argent en réalisant la deuxième performance de tous les temps en 51 s 58 derrière McLaughlin.
Avec le relais 4 x 400 m féminin, elle remporte également la médaille d'or aux Mondiaux de Doha et aux Jeux Olympiques de Tokyo.

## Biographie

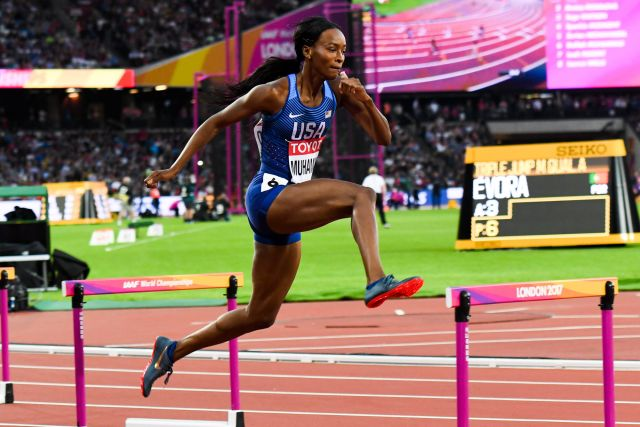
Dalilah Muhammad lors des Championnats du monde 2017.

### Jeunesse et formation
Dalilah Muhammad nait dans le Queens, à New York, dans le quartier Jamaica. Ses parents Nadirah et Askia Muhammad sont musulmans. Son père est imam, aumônier auprès des services judiciaires de la mairie de New York. Résolument progressiste, il est amené à y croiser Bill de Blasio, le futur maire démocrate de la ville, qui est, dans les années 2000, responsable du Service des Affaires Communautaires (concernant les communautés religieuses, ethniques, etc). Askia est invité par De Blasio, en 2013, à prononcer une allocution lors de la cérémonie de sa prise de fonction.
Au lycée Benjamin N. Cardozo Dalilah s'essaie à divers sports, les haies, les sprints et le saut en hauteur. À 17 ans, en 2007, première expérience internationale, elle participe aux Championnats du monde Jeunesse (moins de 18 ans). Elle remporte la médaille d'or du 400 m haies. Le temps, 57 s 25, est modeste mais la victoire est là.
En 2008, elle s’inscrit à l’Université de Californie du Sud où elle bénéficie d'une bourse d’études sportives. Elle obtient sans difficulté un diplôme de gestion. Sur le plan sportif par contre, en Californie, terre d'élection de l'athlétisme américain, du sprint féminin en particulier (Allyson Felix, etc.), elle peine à s'imposer. En fait, il semble que son investissement dans les activités sportives – qui justifie le versement sa bourse – soit limité. Elles sont presque totalement absentes de ses publications sur les réseaux sociaux (Facebook puis Instagram) jusqu’à ses 23 ans.

### En-dehors du sport
Elle regrette, sans s’appesantir sur le sujet, des préjugés et les mesures discriminatoires dont sont parfois victimes les musulmans (ou supposés tels) à cause du nom ou des vêtements qu’ils portent. Elle a ainsi évoqué, en 2017, après l’entrée en vigueur du Travel ban (ou Muslim act) institué par Donald Trump, les difficultés supplémentaires qu’elle a rencontrées, du fait de son patronyme « Muhammad », dans ses déplacements aériens, surtout dans ses voyages retour.

### Parcours sportif

#### Début de carrière difficile (2013 - 2015)
En 2012, elle n'est pas retenue pour faire partie de la délégation américaine aux JO de Londres. Le déclic intervient à seulement 23 ans, en 2013 : à Des Moines, avec un chrono de 53 s 83 elle devient championne des États-Unis du 400 m haies, devant Georganne Moline. La même année, elle participe aux championnats du monde de Moscou et, avec un temps (moyen) de 54 s 09, elle se classe deuxième derrière la Tchèque Zuzana Hejnová (52 s 83) et devant une autre américaine, Lashinda Demus,. Elle a pour entraîneuse, à cette époque, la mère de cette dernière, Yolanda Demus.
Mais, alors qu'une carrière internationale semble s’amorcer, des problèmes de santé la tiennent à l'écart des stades pendant deux ans : en 2014, elle est victime d'un virus et, en 2015, elle est blessée.

#### Retour et médaille d’or olympique (2016 - 2017)

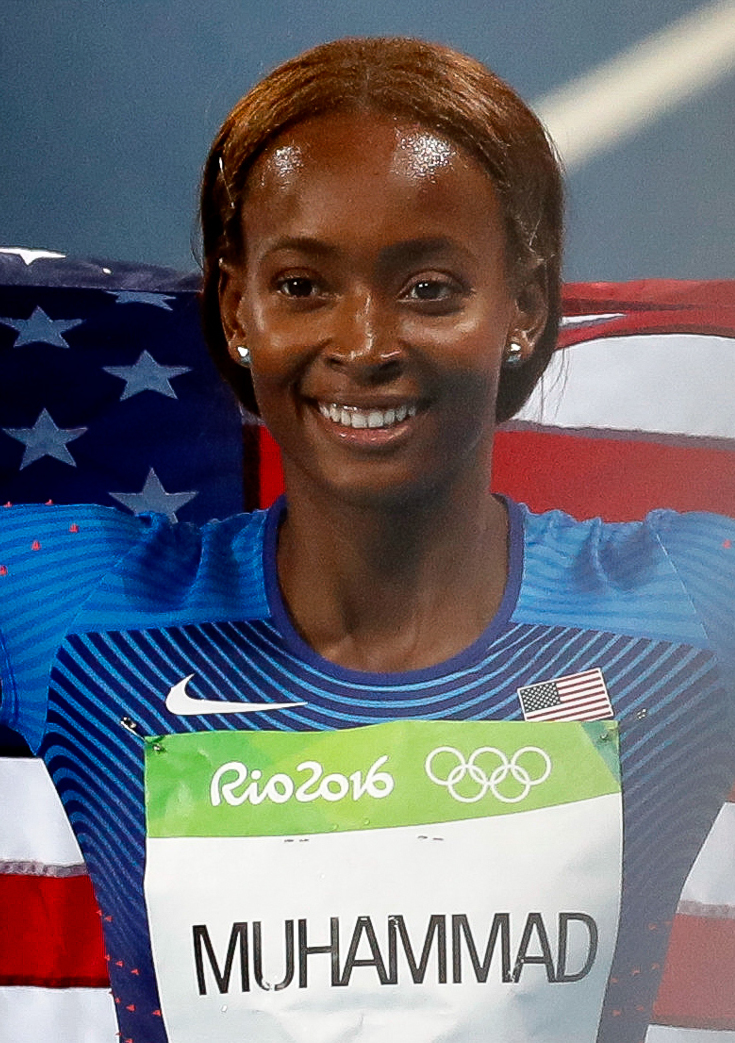
Dalilah Muhammad fêtant son titre olympique lors des Jeux olympiques de Rio en 2016.

De retour à la compétition en 2016, à 26 ans, elle repart de zéro. Avec un « temps encourageant » de 54 s 37, elle parvient à s'imposer le 7 juin, au modeste Meeting de Montreuil. Mais en un mois elle fait des progrès considérables : le 10 juillet, elle gagne haut la main son ticket pour les JO de Rio lors des sélections olympiques américaines. Elle surclasse ses adversaires en parcourant la distance en 52 s 88, améliorant de près d'une seconde son record personnel (53 s 83) de 2013.
Avec cette jolie performance, la débutante de 26 ans fait figure, logiquement, de favorite aux Jeux olympiques de Rio, qui se tiennent à la fin de l'été. Néanmoins celle qui retient l’attention des observateurs est une autre débutante, de 10 ans sa cadette, Sydney McLaughlin, plus jeune athlète américaine à être sélectionnée pour les JO depuis 1967. Mais Dalilah n’en a cure, le 18 août, elle enlève la finale et la médaille d’or du 400 mètres haies en 53 s 13. La Danoise Sara Slott Petersen remporte l'argent en 53 s 55 et l'Américaine Ashley Spencer le bronze en 53 s 72. Dalilah est la première américaine à remporter une médaille d'or dans cette discipline.
Le 25 juin 2017, à Sacramento, elle devient championne des États-Unis en 52 s 64, meilleure performance mondiale de l'année, De plus, avec ce nouveau record personnel, elle entre, à la 6e place, dans le top 10 des femmes plus rapides de tous les temps sur le 400 m haies. Cette course est la plus relevée de l'histoire. Six femmes – six Américaines donc – la courent en moins de 54 secondes et trois d'entre elles en moins de 53 : elle-même, Shamier Little (52 s 75) et Kori Carter (52 s 95). Mais un mois et demi plus tard, le 10 août 2017, à Londres, elle laisse s'échapper le titre de championne du monde, terminant deuxième en 53 s 50 derrière Kori Carter, première en 53 s 08.

#### Record du monde à 29 ans (2018-2019)
En 2018, il n'y a pas de grande compétition internationale, elle se concentre sur la ligue de diamant (championnat annuel d’athlétisme, comptant 7 épreuves par discipline). Elle remporte trois des sept 400 m haies au programme, celui de Shanghaï, celui d’Oslo et la finale de Zurich. Mais le meilleur temps de la saison est réalisé par la jeune Sydney McLaughlin, qui bat le record du monde junior de la distance dans le temps de 52 s 75. Elle est donc, comme Shamier Little, à 11 petits centièmes de secondes de Dalilah.
En 2019, elle a 29 ans et un seul titre mondial à son palmarès, elle mise donc beaucoup sur les championnats du monde qui ont lieu à Doha en octobre pour en glaner un second. Elle remporte les deux premières courses de la Ligue de Diamant, qui débute en mai, celle de Doha (53 s 61) et celle de Rome. Cependant, elle ne brille pas ou est absente lors des cinq courses suivantes. L’une de celles-ci est remportée par Shamier Little et trois autres par Sydney McLaughlin, qui signe, momentanément, le meilleur temps de la saison, 53 s 32, à Monaco.
Cette dernière fait donc figure de favorite, assez logiquement cette fois, lors des championnats des États-Unis de Des Moines le 28 juillet 2019. Le magazine L’Express parle de « la perspective du record du monde » pour « la nouvelle star des haies » et, le matin de l’épreuve, L’Équipe voit la « future étoile… phénomène de précocité » empocher le titre. Mais le soir, c'est Dalilah Muhammad qui, sous une pluie battante, balaie le record du monde du 400 mètres haies de Yuliya Pechenkina, pour l’établir à 52 s 20, soit quatorze centièmes de mieux que celui de la Russe et 44 centièmes de mieux que son propre record. Sydney McLaughlin prend la deuxième place (52 s 88) et Ashley Spencer la troisième (53 s 11),.

#### 2eRecord sur 400 m hais et double titre mondial à Doha (2019)
C’est donc une nouvelle fois le trio Muhammad–McLaughlin–Spencer qui, comme en 2016 à Rio, arrive aux Mondiaux de Doha en fin septembre. Paradoxalement, pour les observateurs, Dalilah est une fois de plus challenger. Le Figaro, par exemple, titre la veille de la course : « Dalilah Muhammad face à un obstacle de taille. » Lequel ? : « l’éclosion de la surdouée des haies, Sydney McLaughlin… » Mais, une fois de plus, Dalilah se plait à déjouer les pronostics. Le 4 octobre 2019, elle devient championne du monde 2019 du 400 mètres haies féminin en battant à nouveau le record du monde, le sien. 69 jours après les championnats des États-Unis, elle le fait passer de 52 s 20 à 52 s 16. Sydney McLaughlin prend la deuxième place (52 s 23) et la Jamaïcaine Rushell Clayton la troisième (53 s 74),. Le 6 octobre, Muhammad empoche un deuxième titre mondial sur le relais 4 x 400 m en compagnie de McLaughlin, Phyllis Francis et Wadeline Jonathas, avec trois secondes d'avance sur la Pologne et la Grande-Bretagne.

#### Titre olympique sur 4 x 400 m et médaille d'argent sur 400 m haies
Lors de la saison 2021, Muhammad est handicapée par de nombreux problèmes physiques qui la freinent dans sa préparation pour les Jeux Olympiques de Tokyo, repoussés d'un an en raison de la pandémie de Covid-19. Aux sélections olympiques américaines à Eugene en juin, elle court la finale du 400 m haies en 52 s 42, son meilleur temps de la saison, mais est battue par McLaughlin qui réalise une dernière ligne droite superbe pour franchir la ligne en 51 s 90, nouveau record du monde de la discipline. Elle efface des tablettes l'ancien record de Muhammad (52 s 16) et surtout devient la première femme de l'histoire à descendre sous la barrière des 52 secondes.
Les deux femmes se retrouvent sans surprise en finale du 400 m haies des Jeux Olympiques en août, Muhammad ayant réalisé 53 s 30 en demi-finale et McLaughlin 53 s 03, le tout sous une pluie battante. En finale, Muhammad prend le meilleur départ et est en tête à l'entrée de la dernière ligne droite, mais elle est finalement dépassée après la dixième haie par MacLaughlin qui établit une nouvelle meilleure marque mondiale en 51 s 46. Muhammad prend la deuxième place en 51 s 58, deuxième performance de tous les temps, devant la Néerlandaise Femke Bol qui bat le record d'Europe en 52 s 03. Pour la quatrième fois, le duel entre les deux Américaines a débouché sur un nouveau record du monde.
Trois jours après cette médaille d'argent, Muhammad décroche la médaille d'or olympique sur le relais 4 x 400 m avec ses coéquipières McLaughlin, Allyson Felix (médaillée de bronze sur 400 m à Tokyo) et Athing Mu (titrée sur 800 m). Ensemble, elles gagnent facilement la course en 3 min 16 s 85 devant la Pologne et la Jamaïque, signant le cinquième meilleur temps de l'histoire et le plus rapide depuis 1993. Il s'agit de la troisième breloque olympique au total pour Muhammad, sa deuxième en or.
Lors des championnats du monde 2022, à Eugene, elle remporte la médaille de bronze du 400 m haies, devancée par Sydney McLaughlin et Femke Bol.

## Palmarès

### International
| Date | Compétition                        | Lieu             | Résultat | Épreuve     | Temps         |
| ---- | ---------------------------------- | ---------------- | -------- | ----------- | ------------- |
| 2007 | Championnats du monde cadets       | Ostrava          | 1re      | 400 m haies | 57 s 25       |
| 2009 | Championnats panaméricains juniors | Port-d'Espagne   | 2e       | 400 m haies | 58 s 42       |
| 2013 | Championnats du monde              | Moscou           | 2e       | 400 m haies | 54 s 09       |
| 2016 | Jeux olympiques                    | Rio de Janeiro   | 1re      | 400 m haies | 53 s 13       |
| 2017 | Championnats du monde              | Londres          | 2e       | 400 m haies | 53 s 50       |
| 2017 | Ligue de diamant                   | Ligue de diamant | 1re      | 400 m haies | 53 s 89       |
| 2018 | Ligue de diamant                   | Ligue de diamant | 1re      | 400 m haies | 53 s 88       |
| 2019 | Ligue de diamant                   | Ligue de diamant | 3e       | 400 m haies | 54 s 13       |
| 2019 | Championnats du monde              | Doha             | 1re      | 400 m haies | 52 s 16       |
| 2019 | Championnats du monde              | Doha             | 1re      | 4 x 400 m   | 3 min 18 s 92 |
| 2021 | Jeux olympiques                    | Tokyo            | 2e       | 400 m haies | 51 s 58       |
| 2021 | Jeux olympiques                    | Tokyo            | 1re      | 4 x 400 m   | 3 min 16 s 85 |
| 2022 | Championnats du monde              | Eugene           | 3e       | 400 m haies | 53 s 13       |

### National
- Championnats des États-Unis :
  - 400 m haies : vainqueur en 2013, 2016, 2017 et 2019

## Records
| Épreuve     | Temps   | Lieu    | Date         |
| ----------- | ------- | ------- | ------------ |
| 400 m       | 50 s 60 | Chorzów | 16 juin 2019 |
| 400 m haies | 51 s 58 | Tokyo   | 4 août 2021  |

### Meilleures performances par année
| Année | Temps   | Date            | Lieu         | Rang Mondial |
| ----- | ------- | --------------- | ------------ | ------------ |
| 2006  | 58 s 75 | 30 juillet 2006 | Baltimore    | 200          |
| 2007  | 57 s 09 | 16 juin 2007    | Greensboro   | 92           |
| 2008  | 57 s 81 | 14 juin 2008    | Buffalo      | 120          |
| 2009  | 56 s 49 | 11 juin 2009    | Fayetteville | 56           |
| 2010  | 57 s 14 | 16 mai 2010     | Berkeley     | 96           |
| 2011  | 56 s 04 | 8 juin 2011     | Des Moines   | 41           |
| 2012  | 56 s 19 | 6 juin 2012     | Des Moines   | 57           |
| 2013  | 53 s 83 | 23 juin 2013    | Des Moines   | 5            |
| 2014  | 58 s 02 | 9 mai 2014      | Doha         | 151          |
| 2015  | 55 s 76 | 9 mai 2015      | Los Angeles  | 36           |
| 2016  | 52 s 88 | 10 juillet 2016 | Eugene       | 1            |
| 2017  | 52 s 64 | 25 juin 2017    | Sacramento   | 1            |
| 2018  | 53 s 65 | 7 juin 2018     | Oslo         | 4            |
| 2019  | 52 s 16 | 4 octobre 2019  | Doha         | 1            |
| 2020  | -       | -               | -            | -            |
| 2021  | 51 s 58 | 4 août 2021     | Tokyo        | 2            |